# Dobrovščak
Dobrovščak – wieś w Słowenii, w gminie Ormož. 1 stycznia 2018 liczyła 11 mieszkańców.